# St. Antonius (Wettrup)

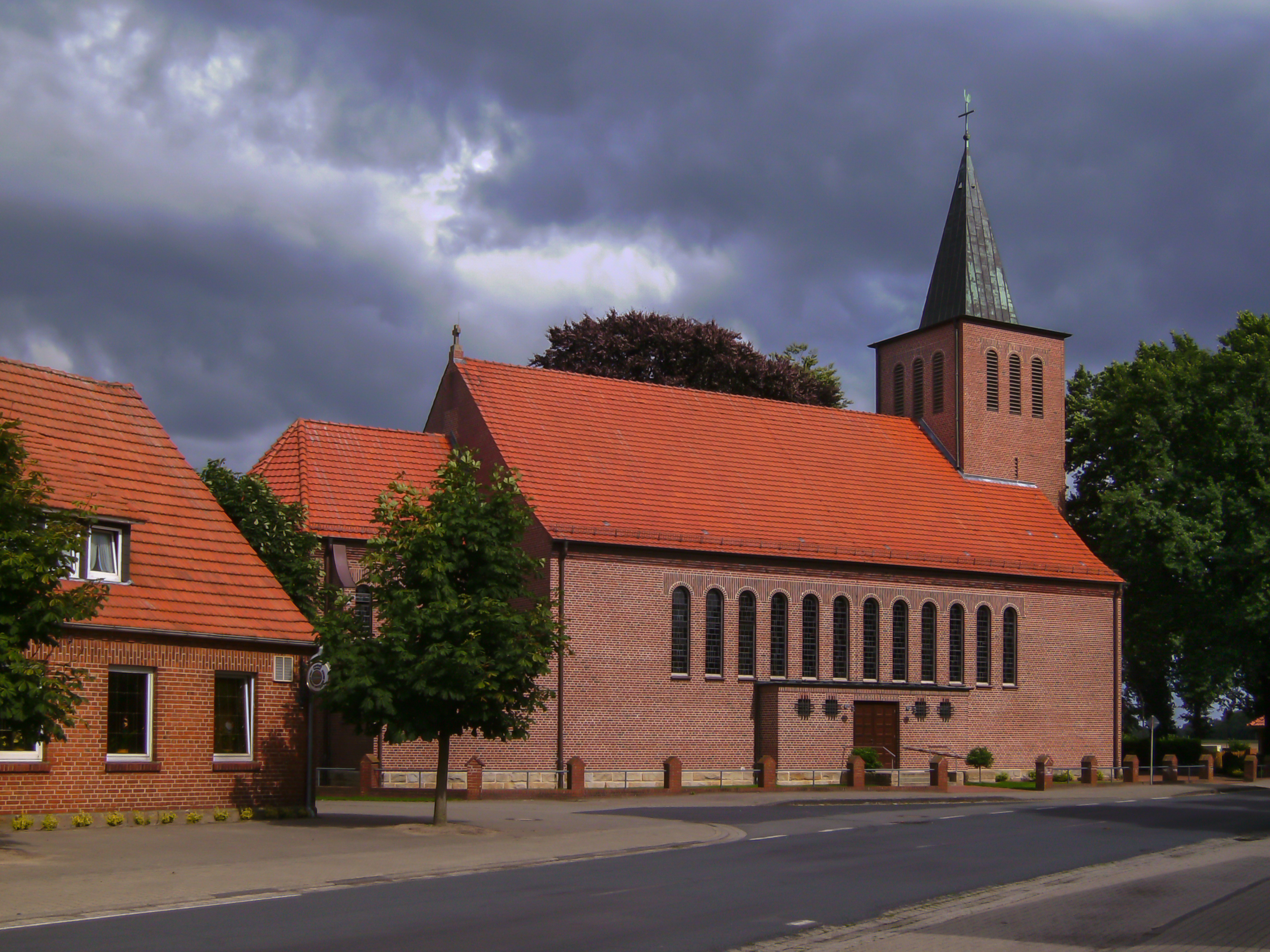
St. Antonius

Die römisch-katholische Kirche St. Antonius steht in Wettrup, einer Gemeinde im Landkreis Emsland in Niedersachsen. Die Kirchengemeinde gehört zur Pfarreiengemeinschaft Handrup-Wettrup im Dekanat Emsland-Süd des Bistums Osnabrück.

## Geschichte
In Schriften aus dem Jahr 1532 wird berichtet, dass in Wettrup eine dem Antonius geweihte Kapelle aus dem Mittelalter stand. Eine Kapellengemeinde wurde 1807 gegründet, die 1900 zur Pfarrei erhoben wurde. Diese Kapelle wurde in den Jahren 1806/1807 abgerissen und im Jahre 1811 eine neue Fachwerkkirche gebaut. Die Fachwerkkirche wurde im Jahre 1932 abgerissen, um eine Saalkirche aus Backsteinen nach einem Entwurf von Wilhelm Sunder-Plassmann zu bauen. Am 9. November 1932 wurde die neue Kirche bereits durch Bischof Wilhelm Berning geweiht. 

## Beschreibung
Die Kirche ist nicht geostet. Ihr Chor mit der halbrunden Apsis steht im Norden, ein Kirchturm, der tief in des Langhaus eingezogen ist, im Süden. Das Langhaus ist mit einem Satteldach bedeckt, der Innenraum ist mit einem Tonnengewölbe überspannt. Der Kirchturm trägt einen spitzen Helm. Aus den Vorgängerbauten wurde viele Gegenstände der Kirchenausstattung übernommen, so eine holzgeschnitzte Pietà und eine holzgeschnitzte Anna selbdritt vom Anfang des 16. Jahrhunderts aus dem Umfeld des Meisters von Osnabrück.
Die Orgel mit 17 Registern, zwei Manualen und einem Pedal wurde 1984 vom Orgelbau Simon errichtet.